# 肥壯喉盤魚
肥壯喉盤魚（學名：Gobiesox strumosus），為輻鰭魚綱喉盤魚目喉盤魚科的其中一種，分布於西大西洋區，從美國新澤西州至巴西東南部海域，深度0至33公尺，本魚蝌蚪形，頭寬，凹陷，頭部乳突發達，上唇緣乳突較大，上唇上方吻中央無乳突；眼下和眼前無觸鬚或僅有小腫塊，前鼻孔有2裂瓣，邊緣光滑，上唇寬，前面比側面寬得多，上頜前面有一深的錐形齒，側面有犬齒或錐形齒，下頜前面有4-6對窄門齒，側面有一排彎曲的犬齒，背鰭鰭條10-12枚、臀鰭鰭條8-9枚、胸鰭鰭條24枚，體不被鱗，覆有粘液層，頭部側線發達，身體上側線不明顯，腹鰭喉位，與周圍的皮褶特化成一吸盤，體深橄欖褐色，3條線從眼前部向下向前輻射，3條線從眼後上方向後輻射，頭部和身體有深色網狀斑紋、線條和斑點；尾基部有一條深色橫帶，有時背鰭和臀鰭前基部有一個深色斑點，體長可達8公分，屬底棲性魚類，棲息在海草生長的淺水處，生活習性不明。